# Battaglia di Montgisard
La battaglia di Montgisard fu combattuta tra re Baldovino IV di Gerusalemme ed il sultano Saladino il 25 novembre 1177.
Nel 1177 il regno aveva stabilito una alleanza con l'Impero Bizantino per lanciare un attacco navale contro l'Egitto; Filippo d'Alsazia, Conte delle Fiandre, arrivò agli inizi dell'anno con la speranza di organizzare l'attacco ma il piano fu abbandonato.
Nel frattempo Saladino aveva progettato l'invasione del regno di Gerusalemme dall'Egitto. Venuto a conoscenza dei piani di Saladino, Baldovino IV lasciò Gerusalemme con 500 cavalieri ed alcune migliaia di fanti per tentare la difesa ma venne assediato ad  Ascalona da Saladino, forte di 30000 uomini. Insieme a Baldovino si trovava Rinaldo di Châtillon, il quale era stato liberato dalla sua prigionia ad Aleppo nel 1176. Rinaldo era un acerrimo nemico di Saladino. I Cavalieri Templari cercarono di prestare soccorso a Baldovino ma vennero assediati a Gaza.
Saladino giustiziò i suoi prigionieri cristiani e continuò la sua marcia verso Gerusalemme, pensando che Baldovino, anche se avesse rotto l'assedio, non avrebbe osato seguirlo con così pochi uomini. Conquistò Ramla e prese d'assedio Lidda e Arsuf, ma poiché non considerava più Baldovino come una minaccia, permise al suo esercito di sparpagliarsi in una vasta area, per razziare e riposare. Nel frattempo, sia Baldovino sia i Templari riuscirono a liberarsi dai rispettivi assedi e marciarono lungo la costa, nella speranza di intercettare Saladino prima che raggiungesse Gerusalemme.
Le forze congiunte di Baldovino e dei Templari ammontavano a circa 500 cavalieri di Baldovino, 80 cavalieri Templari ed alcune migliaia (circa 5000) di fanti. Essi si scontrarono con Saladino a Montgisard, nei pressi di Ramla, cogliendolo del tutto di sorpresa.
Nonostante ciò, nel vedere lo sterminato esercito musulmano, i cristiani furono molto colpiti. La reazione di Baldovino è stata immortalata nel dipinto di Charles Philippe Larivière la Battaglia di Ascalona.
Baldovino smontò da cavallo e fece chiamare il vescovo di Betlemme affinché gli portasse la reliquia della Vera Croce che aveva in consegna.
Il re allora si prostrò di fronte alla sacra reliquia invocando l'aiuto divino per la vittoria.
Dopo essersi rialzato, esortò i suoi uomini ad avanzare e caricare.
I musulmani furono messi in rotta. Molti vennero uccisi, e Saladino stesso riuscì a fuggire solo perché cavalcava un cammello da corsa. La leggenda narra che il giovane re lebbroso guidasse la carica dei cristiani in prima linea con l'effigie di San Giorgio di fronte a sé e la Vera Croce luminescente come il sole.
Colpito anche da pesanti piogge e dopo aver perso gran parte del suo esercito, compresa la sua guardia personale di mamelucchi, Saladino tornò in Egitto, subendo anche continui attacchi dalle tribù di beduini lungo il tragitto. Soltanto un decimo del suo esercito riuscì a tornare in Egitto con lui. Anni dopo, avrebbe definito quella sconfitta “grande come una catastrofe”.
Baldovino tallonò Saladino fino nella penisola del Sinai, ma non riuscì a sfruttare il successo e in seguito Saladino tentò un nuovo attacco nel 1179. Seguì un periodo  di pace, che i regni crociati non vedevano da molto tempo, e la vittoria assunse presto i contorni della leggenda.
Credendo che l'aiuto divino avesse in larga parte contribuito al suo trionfo, Baldovino fece erigere un monastero benedettino sul luogo della battaglia, dedicato in onore di Santa Caterina di Alessandria, celebrata proprio il giorno della vittoria.

## Nell'arte
Un'allusione alla Battaglia di Montgisard si trova nel film Le crociate - Kingdom of Heaven, dove se ne fa riferimento come la battaglia dove Re Baldovino IV aveva sconfitto Saladino all'età di sedici anni.
Un riferimento alla battaglia si trova anche nel romanzo Tempelriddaren (ISBN 91-1-300733-5) dello scrittore svedese Jan Guillou, il cui protagonista, Arn Magnusson (de Gothia) è il comandante dei Cavalieri Templari nella battaglia di Montgisard.